# Dzień Guya Fawkesa

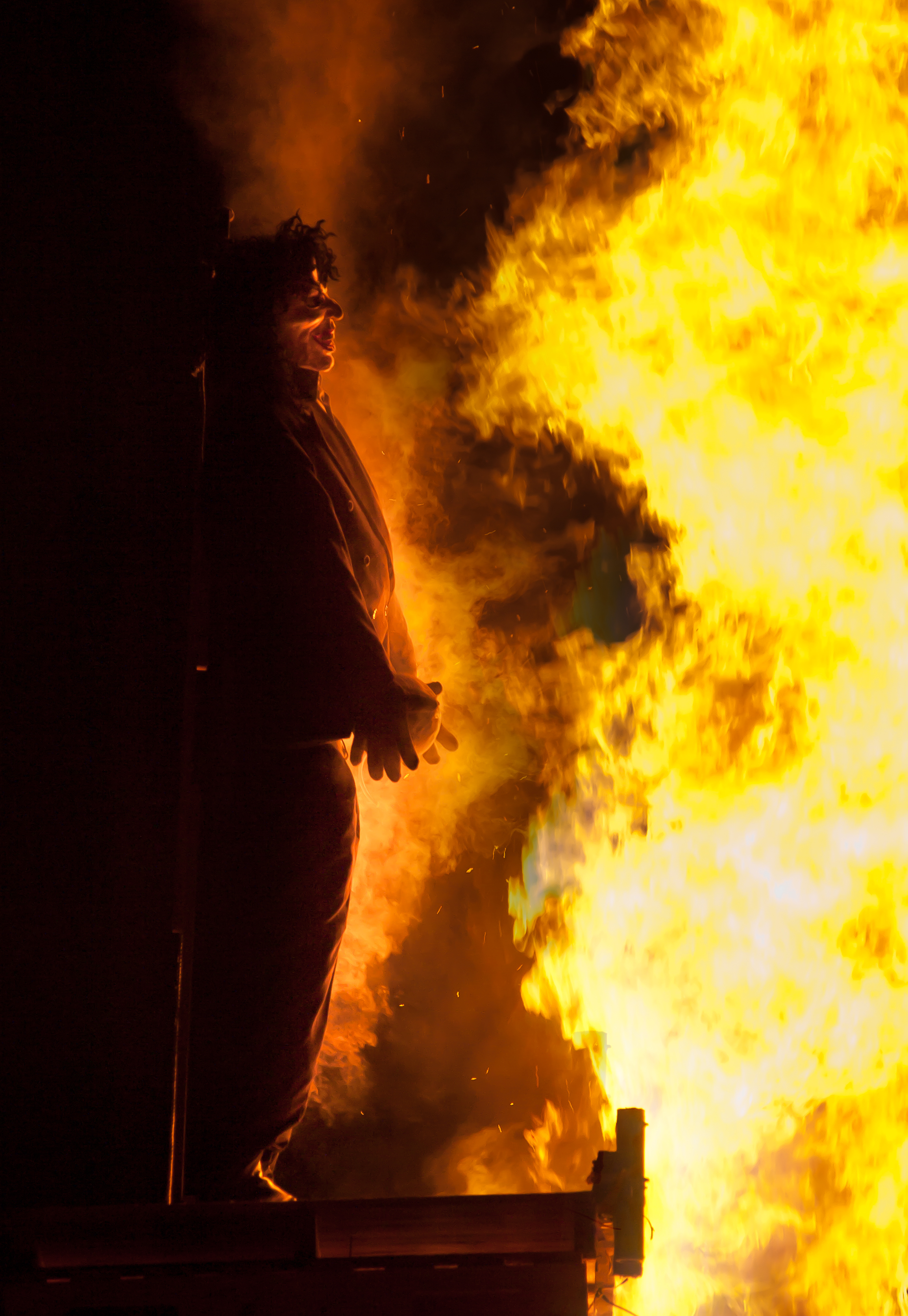
Palenie kukły Guya Fawkesa podczas Dnia Guya Fawkesa

Dzień Guya Fawkesa (ang. Guy Fawkes Day; także Noc Guya Fawkesa, Guy Fawkes Night, Bonfire Night) – brytyjskie święto ludowe obchodzone hucznie 5 listopada, w rocznicę wykrycia tzw. spisku prochowego, będącego zamachem na życie króla Anglii i Szkocji Jakuba I Stuarta.
Plan zamachu opierał się na wysadzeniu Izby Lordów poprzez użycie beczek wypełnionych prochem. Guy Fawkes miał w przebraniu strzec materiałów wybuchowych.
Tradycją tego dnia jest palenie przez dzieci kukieł wyobrażających Guya Fawkesa, a także pokazy sztucznych ogni oraz festyny.
Największa impreza organizowana w Anglii z okazji rocznicy zamachu mająca postać karnawału odbywa się w mieście Bridgwater w pierwszy piątek listopada, po czym przez następny tydzień powtarzany jest w innych miejscowościach Somersetu, jak Burnham-on-Sea i North Petherton.